# Jaroslav Chudomel
Jaroslav Chudomel (7. února 1929 Praha – 3. srpna 2016 Praha) byl český grafik a malíř. Jeho tvorba je zastoupena ve sbírkách Národní galerie v Praze i v dalších českých galeriích a v soukromých sbírkách.

## Život a dílo
Jaroslav Chudomel se narodil v pražské Hostivaři. Mezi lety 1945 až 1949 studoval na Státní grafické škole v Praze u Karla Müllera, který zde vyučoval kreslení. Ve studiu pokračoval od roku 1949 na Pedagogické fakultě Univerzity Karlovy v Praze u Cyrila Boudy a Karla Lidického. Poté studoval v letech 1950–1955 Akademii výtvarného umění u Vlastimila Rady a Vladimíra Silovského.
Byl členem Českého fondu výtvarných umění (SČSVU a ČFVU), členem Sdružení českých umělců grafiků Hollar (1962–1971) a v letech 1965 a 1966 se zúčastnil výstav s tvůrčí skupinou Radar.
Celý život prožil v Hostivaři, která se stala jeho celoživotní inspirací.

### Dílo
Ve svém díle čerpal náměty z rodné Hostivaře a Benešovska. V počátcích tvorby se věnoval kresbě, dřevořezu a dřevorytu. Inspiroval se uličkami a zákoutími staré zástavby v Praze. Když nízké domky byly nahrazeny panelovými, zdrojem inspirace se stala krajina. Začal podnikat malířské výpravy do přírody, kde kreslil stromy, keře i rozkvetlé louky. Nechal se inspirovat zážitky všedního dne a životem kolem sebe. V následujících letech stále častěji používal techniku barevné litografie a pastelu, která mu umožňovala „expresívní“ vyjádření reality. 
Práce z pozdějšího období zobrazovaly realitu jakoby s tajemstvím, nedopovězenou nebo i s náznaky poetiky. Zobrazoval nostalgické prvky nesentimentální formou, například osamělé chodce, garáže, zchátralé ploty a zátiší běžného života. Umělcova tvůrčí vitalita se s věkem nezměnila. V pokročilém věku vytvořil své nejlepší práce. Jeho pracovitost potvrzuje čtyřicet samostatných a sto třicet kolektivních výstav. Zabýval se také známkovou tvorbou.
Jeho tvorba je zařazena do sborníků a knih, jako příklad lze jmenovat 
- 300 malířů, sochařů, grafiků 5 generací k 50 létům republiky, Svaz českých výtvarných umělců, 1988
- Přehled výtvarných umělců, Nositelé čestného titulu národní a zasloužilý umělec, řádů, státních vyznamenání a cen, Svaz českých výtvarných umělců, 1993
- Grafika, Obrazová encyklopedie české grafiky osmdesátých let, Středoevropská galerie a nakladatelství, Praha, 1993
- Signatury českých a slovenských výtvarných umělců, Výtvarné centrum Chagall, 1995
- Slovník českých a slovenských výtvarných umělců 1950 – 1999, Výtvarné centrum Chagall, 1999
- Nová encyklopedie českého výtvarného umění – Dodatky, Academia, 2006  a další...[4]

### Samostatné výstavy (výběr)
- 1958 – Galerie mladých, Praha
- 1961 – Nová síň,  Praha
- 1964 – Galerie na Karlově náměstí
- 1968 – Galerie Hollar, Praha
- 1968 – Solingen, Německo
- 1972 – Galerie Československého spisovatele, Praha
- 1974 – Vídeň (s R. Svobodou a Čeňkem Dobiášem)
- 1975 – Galerie D, Praha
- 1978 – Zlatá lilie, Praha
- 1980 – Výstavní síň Kuzněcký most, Moskva, Sovětský svaz
- 1982 – Staroměstská radnice, Galerie hlavního města Prahy
- 1983 – Galerie Díla, Přerov
- 1986 – Paříž, Francie
- 1986 – Galerie Díla, Bratislava
- 1987 – Oblastní galerie Liberec
- 1994 – Muzeum, Moravská Třebová
- 1995 – Výtvarné centrum Chagall, Ostrava
- 1999 – Zámecká galerie Chagall, Karviná

### Kolektivní výstavy (výběr)
- 1958 – Výstava mladých, Brno
- 1960 – Přehlídka výtvarných děl ze soutěže k 15. výročí ČSSR, Praha
- 1961 – Mezinárodní festival mladých, Bayreuth, Německo
- 1962 – Československé umění, Londýn, Anglie
- 1963 – Bienále grafiky, Lublaň
- 1963 – Bienále mladých, Paříž
- 1964 – Mezinárodní trienále barevné grafiky, Grenchen, Švýcarsko
- 1966 – Praha 1966, Obecní dům, Praha
- 1967 – Bienále grafiky, Krakov
- 1967 – 50 let SČUG Hollar, Praha
- 1969 – První mezinárodní bienále dřevořezu a dřevoryty, Lutych, Belgie
- 1970 – Mezinárodní bienále dřevořezu a dřevorytu, Banská Bystrica
- 1971 – Československá grafika, Krakov
- 1972 – Mezinárodní bienále dřevořezu a dřevorytu, Bánská Bystrica
- 1972 – Československá grafika, Milán, Itálie
- 1974 – Mezinárodní bienále dřevořezu a dřevorytu, Banská Bystrica
- 1974 – Bienále grafiky, Krakov
- 1975 – Výtvarní umělci k 30. výročí osvobození, Praha
- 1976 – Mezinárodní bienále grafiky, Florencie
- 1977 – Art Centrum, Praha
- 1978 – Mezinárodní bienále dřevořezu a dřevorytu, Banská Bystrica
- 1978 – Současná česká krajinomalba, Mánes, Praha
- 1979 – Umění v ČSSR, Sofie, Bulharsko
- 1982 – Mezinárodní bienále dřevořezu a dřevorytu, Banská Bystrica
- 1983 – Ulánbátar, Mongolsko, Peking, Čína, Helsinky, Finsko
- 1985 – Československá grafika, Havana, Kuba
- 1987 – Obrazy a sochy pražských členů SČVU, Mánes, Praha
- 1989 – Podzimní salon, Paříž
- 1990 – Los Angeles, Spojené státy americké
- 1993 – Mánes, Praha
- 1996 – Bienále české grafiky, Ostrava
- 1998 – Známková tvorba, Praha
- 1999 – Jubilanti Hollaru, Praha

### Ceny a vyznamenání
- 1960 – Cena SČSVU v soutěži k patnáctému výročí osvobození Československa
- 1965 – Cena SČSVU v soutěži k dvacátému výročí osvobození Československa
- 1970 – Cena Mezinárodního bienále dřevořezu a dřevorytu, Banská Bystrica
- 1975 – Cena v celostátní výtvarné soutěži k třicátému výročí osvobození Československa
- 1977 – Výroční cena SČVU a ČFVU
- 1978 – Cena ministra kultury
- 1979 – Titul zasloužilý umělec (vrácen v roce 1990)
- 1980 – Čestné uznání Mezinárodního bienále dřevořezu a dřevorytu v Banské Bystrici
- 1984 – Národní cena ČSSR
- 1984 – Cena hlavního města Prahy[3]